# Разин, Виктор Мартемьянович
Разин Виктор Мартемьянович (24 ноября 1925 года, с. Месягутово, Дуванский район, Башкирская АССР, РСФСР, СССР) — доктор технических наук, профессор Томского политехнического университета.

## Биография
Виктор Мартемьянович Разин родился 24 ноября 1925 года в селе Месячутово Дуванского района Башкирской АССР. В 1942 году окончил школу в городе Калачинске Омской области. В 1948 году окончил Томский электромеханический институт инженеров железнодорожного транспорта (ТЭММИТ, ныне Омский государственный университет путей сообщения. В 1953 году окончил аспирантуру при Томском политехническом институте, защитил кандидатскую диссертацию на тему: «Разработка и исследование электрических схем управления бетатроном с целью повышения интенсивности и стабильности его излучения». В 1969 году защитил докторскую диссертацию на тему: «Исследование по автоматическому регулированию и управлению бетатронов с использованием средств вычислительной техники».
Трудиться начал с 1942 года на Омской железной дороге. Работал учеником, потом электромонтером управления Омской железной дороги. После окончания института, с 1948 года работал лаборантом, ассистентом кафедры СЦБ (сигнализация, централизация, блокировка на железнодорожном транспорте). После окончания аспирантуры и защиты кандидатской диссертации работал старшим преподавателем, доцентом кафедры № 24 физико-технического факультета Томского политехнического университета, с января 1960 по 1987 год — заведующий кафедрой математических и счетно-решающих приборов и устройств (ныне кафедра вычислительной техники), с 1988 года — профессор кафедры вычислительной техники. Своими учителями и наставниками Виктор Разин считает доцента В. С. Мелихова и профессора А. А. Воробьева.
Область научных интересов: исследования систем управления в ускорителях заряженных частиц (бетатроны, «Сириус»), повышение стабильности и интенсивности излучения бетатронов.
Виктор Мартемьянович Разин имеет 14 авторских свидетельств на изобретения, является автором около 150 научных работ. Под его руководством подготовлено 30 кандидатов и два доктора наук.
В разное время он был членом ГЭКа и диссертационных Советов, членом научно-методической комиссии по вычислительной технике Минвуза СССР.

## Награды и звания
- Медаль «За доблестный труд. В ознаменование 100 лет со дня рождения В. И. Ленина»
- Медаль «Ветеран труда»